# Prix Compasso d'Oro 1960
Le Prix Compasso d'Oro 1960 était la 6e édition de la cérémonie de remise du Prix Compasso d'Oro organisé par La Rinascente. 

## Jury
Composition du jury :
- Lodovico Belgiojoso (it)
- Vico Magistretti
- Augusto Magnaghi (it)
- Augusto Morello
- Marco Zanuso

## Récompenses

### Compasso d'oro
| Designer                                                                         | Produit                                                     | Entreprise                                | Image                                              |
| -------------------------------------------------------------------------------- | ----------------------------------------------------------- | ----------------------------------------- | -------------------------------------------------- |
| Stelio Frati                                                                     | Aviamilano Falco F.8 L, avion de tourisme                   | Aviamilano Costruzioni Aeronautiche       |                                                    |
| Ugo Zagato (it)                                                                  | Fiat Abarth 1000 bialbero Zagato "Record Monza", automobile | Carrozzeria Zagato                        |                                                    |
| Ufficio Tecnico sezione piccole costruzioni                                      | Dôme d'extraction d'air pour hottes                         | Marelli Aerotecnica                       |                                                    |
| Danilo Cattadori (it)                                                            | Flyng Dutchman, voilier                                     | Alpa                                      |                                                    |
| Uffici Progettazione Dipartimento Elettrotermodinamici Divisione Beni di consumo | Castalia, lave-linge                                        | C.G.E.                                    | Machine à laver CGE Castalia sur ADI Design Museum |
| Richard Sapper                                                                   | Pendule de bureau Lorenz "Static"                           | Lorenz (it)                               |                                                    |
| Gino Colombini                                                                   | K.S. 1171/2, égouttoir à vaisselle amovible                 | Kartell                                   |                                                    |
| Luigi Caccia Dominioni (it), Achille Castiglioni & Pier Giacomo Castiglioni      | T 12 Palini, Chaise d'école                                 | Palini Industria Legno Srl                |                                                    |
| Giovanni Varlonga                                                                | Feal VAR/M3, Radiateurs Thermovar,                          | Fonderie Elettroniche Alluminio Leghe SaS |                                                    |
| Mario Germani                                                                    | Tente de camping                                            | Ettore Moretti SpA                        |                                                    |

## Prix pour l'ensemble de la carrière

### Grand Prix National
- Giulio Carlo Argan[2]

### Grand Prix International
- Massachusetts Institute of Technology[2]